# Сейлем (Массачусетс)
Сейлем або Салем (англ. Salem) — місто (англ. city) в США, в окрузі Ессекс штату Массачусетс. Населення — 44 480 осіб (2020). До 1999 року один з адміністративних центрів округу. Передмістя Бостона, входить в агломерацію Великого Бостона.

## Історія

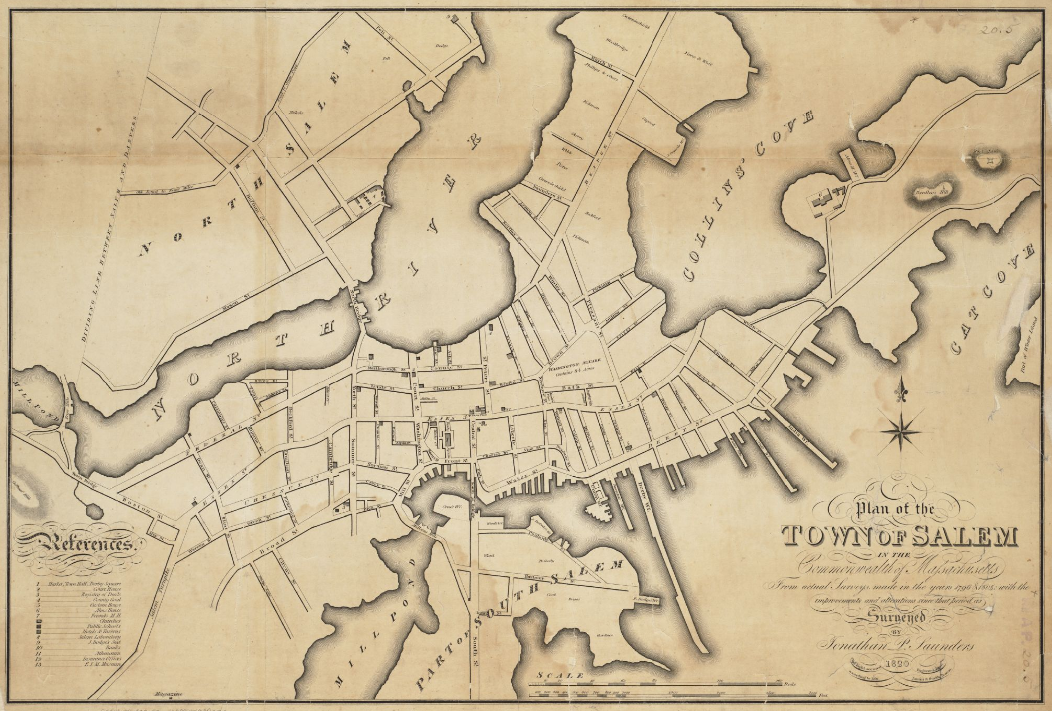
Сейлем — 1820

Сейлем — одне з найстаріших міст Нової Англії, поселення було засновано рибалками  південно-західного півострова Кейп-Енн в 1626 році. Названий на честь Єрусалима. Три роки по тому в місті була організована перша в Новому світі церква конгрегаціоналістів, в якій пастором служив Роджер Вільямс — засновник Род-Айлендської колонії.
Старий Сейлем був відомий строгістю своїх пуританських вдач. Найяскравішим проявом пуританської нетерпимості стали розправи над «відьмами», учинені місцевими жителями в 1692–1693 роках. Так, головою міста було оголошено полювання на відьом, воно тривало майже півтора століття. Про вдачі сейлемців того часу оповідає уродженець цього міста письменник Натаніель Готорн у своєму романі «Багряна буква» (1850).
У XVIII і XIX століттях Сейлем був найбільшим у Нової Англії центром морської торгівлі та суднобудування. Під час конфліктів з Англією ставав центром каперської діяльності. Серйозний удар по його добробуту завдали розрив торгових зв'язків з Британією і надзвичайно вузька гавань. Нині в місті розвинений туризм, крім того, в Салемі є Сейлемський державний коледж, найбільший в штаті державний коледж. 1914 року в місті сталась велика пожежа.

## Географія
Сейлем розташований за координатами 42°30′5″ пн. ш. 70°53′51″ зх. д. / 42.50139° пн. ш. 70.89750° зх. д. (42.501280, -70.897502). За даними Бюро перепису населення США в 2010 році місто мало площу 47,36 км², з яких 21,44 км² — суходіл та 25,92 км² — водойми.

## Демографія
Згідно з переписом 2010 року, у місті мешкало 41 340 осіб у 17 842 домогосподарствах у складі 9648 родин. Густота населення становила 873 особи/км². Було 19130 помешкань (404/км²).
Расовий склад населення:
| - 81,5 % — білих - 4,9 % — чорних або афроамериканців - 2,6 % — азіатів - 0,4 % — корінних американців - 0,1 % — вихідців з тихоокеанських островів - 7,0 % — осіб інших рас |

До двох чи більше рас належало 3,4 %. Частка іспаномовних становила 15,6 % від усіх жителів.
За віковим діапазоном населення розподілялося таким чином: 18,7 % — особи молодші 18 років, 68,4 % — особи у віці 18—64 років, 12,9 % — особи у віці 65 років та старші. Медіана віку мешканця становила 37,6 року. На 100 осіб жіночої статі у місті припадало 87,0 чоловіків; на 100 жінок у віці від 18 років та старших — 83,5 чоловіків також старших 18 років.
Середній дохід на одне домашнє господарство становив 73 731 долар США (медіана — 60 690), а середній дохід на одну сім'ю — 86 582 долари (медіана — 71 393). Медіана доходів становила 55 372 долари для чоловіків та 49 293 долари для жінок. За межею бідності перебувало 14,4 % осіб, у тому числі 23,1 % дітей у віці до 18 років та 9,4 % осіб у віці 65 років та старших.
Цивільне працевлаштоване населення становило 22 558 осіб. Основні галузі зайнятості: освіта, охорона здоров'я та соціальна допомога — 28,7 %, мистецтво, розваги та відпочинок — 14,0 %, науковці, спеціалісти, менеджери — 11,6 %, роздрібна торгівля — 10,9 %.

## Пам'ятки
У Сейлемі збереглася велика кількість старовинних будівель колоніальної і ранньофедеральної епохи:
- Будинок відьом (близько 1670), в якому слухався процес над відьмами.
- Будинок Пікеринга (1651) — найстаріший в США будинок, займаний одним і тим же сімейством.
- Музей Готорна в будинку, де він народився (побудований близько 1740 року).
- Будинок на сім фронтонів (1668) — прославлений Готорном в однойменному романі.
- Палладіанські будівлі, спроєктував з 1780-х по 1810-ті роки салемський міський архітектор Семюел Макінтайр.
- Село першопрохідців (Pioneer Village) — макет міста в тому вигляді, який він мав у перші десятиліття свого існування.

## Уродженці
- Бенджамін Пірс (1809—1880) — американський астроном і математик.
- Пол Дуглас (1892—1976) — американський економіст і політик.
- Патриція Ґолдман-Рекіш (1937—2003) — американська науковиця.
- Роберт Аллен (* 1947) — американський економіст, професор.

## Галерея

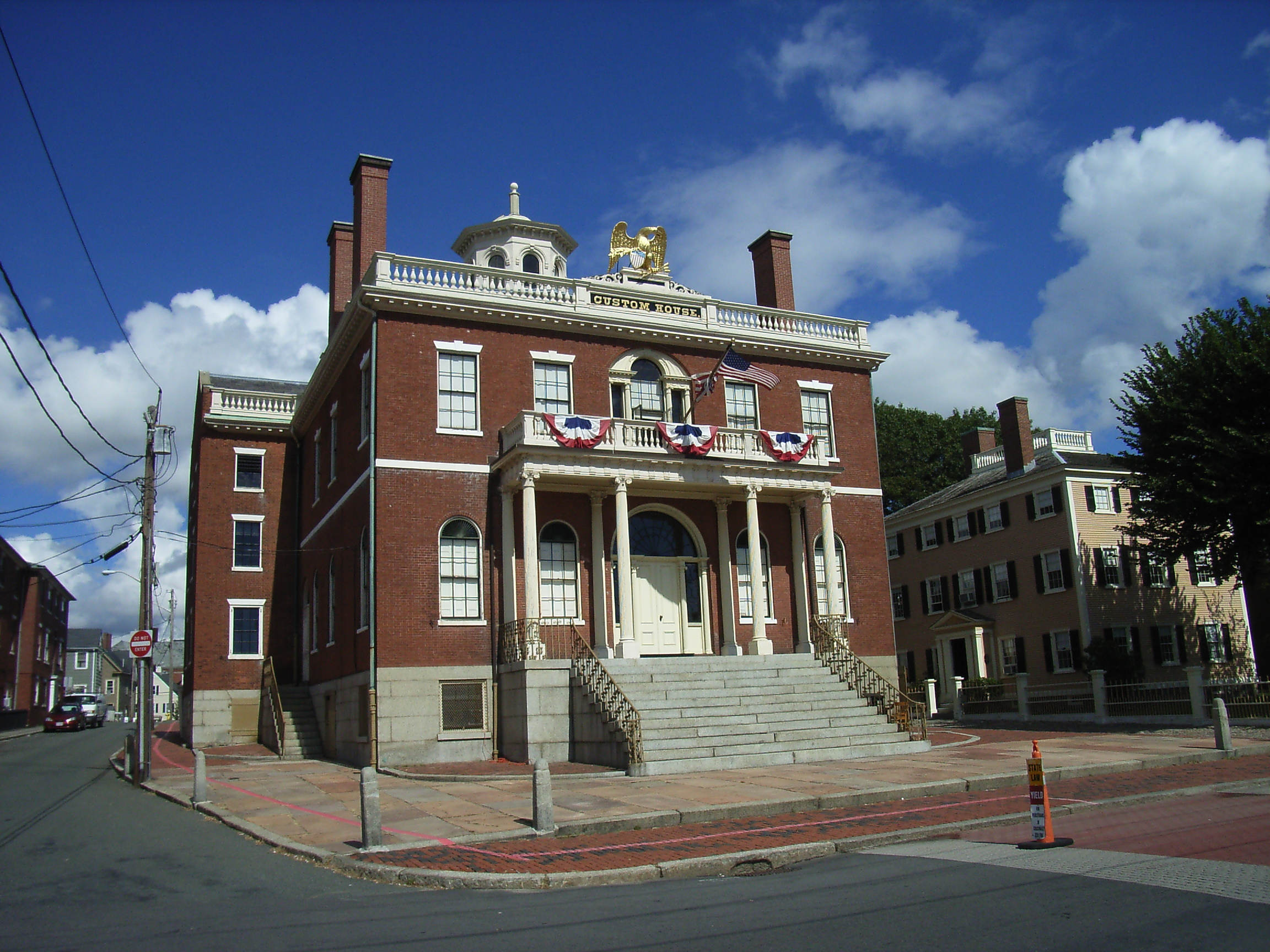
Митниця, в якій служив Натаніель Готорн
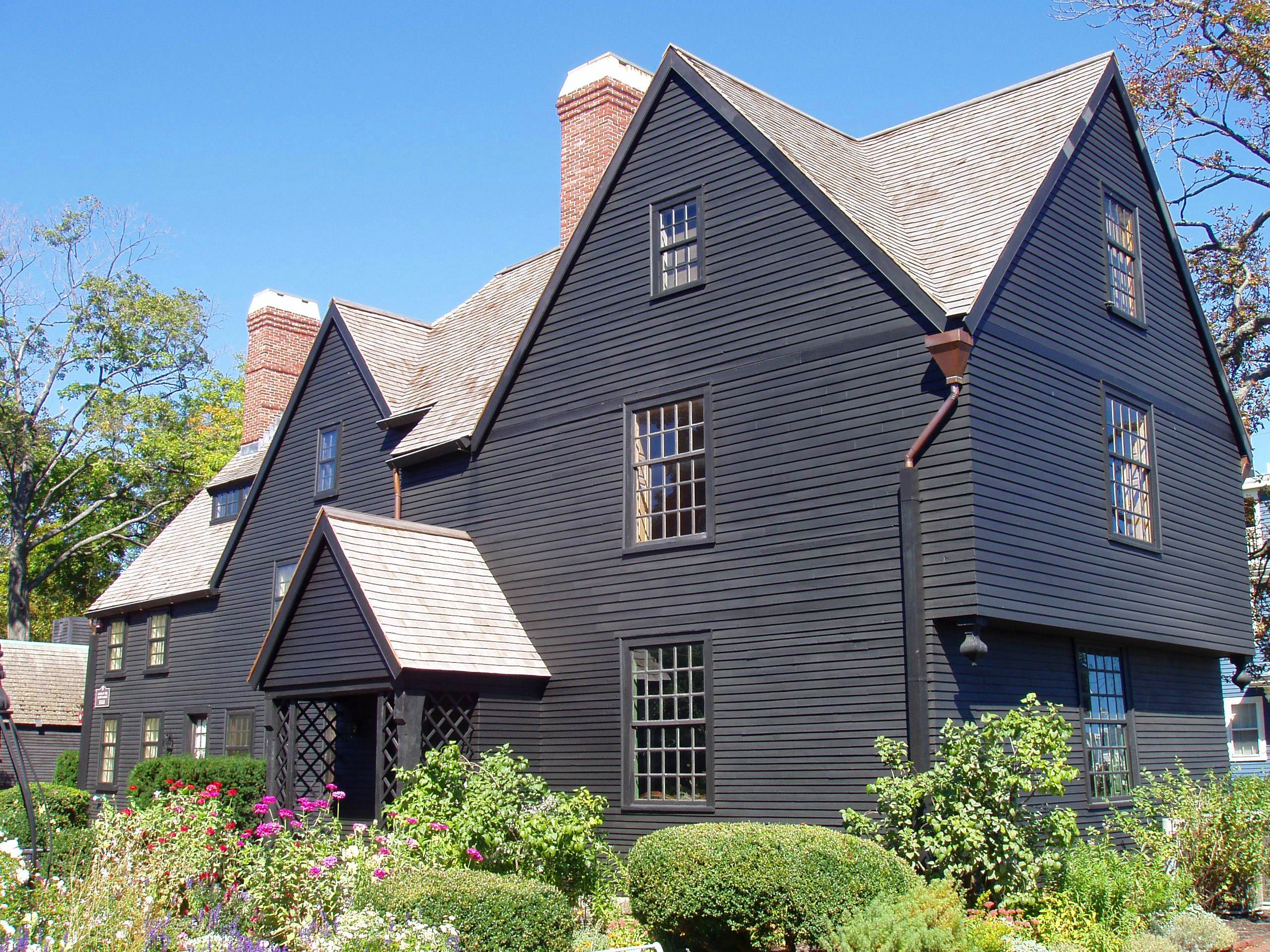
Будинок на сім фронтонів
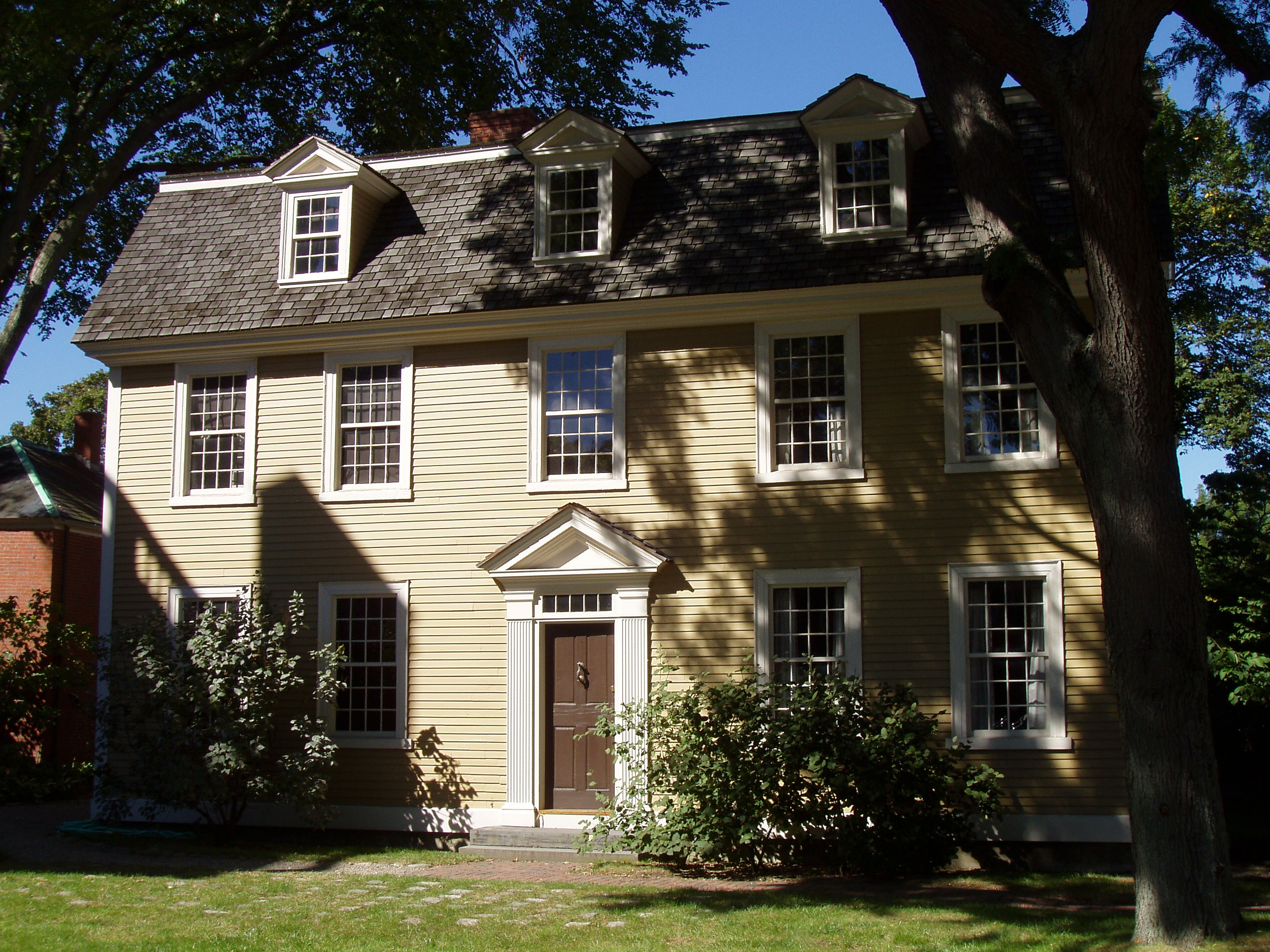
Будинок Вільяма Бентлі[en] (близько 1730 року)